# 笠橋駅
笠橋駅 （イプキョえき）は、大韓民国全羅南道和順郡にかつて存在した韓国鉄道公社の駅である。

## 路線
- 韓国鉄道公社
  - 慶全線

## 駅構造
- 1面1線の地上駅。

## 歴史
- 1932年11月1日：開業[1]。
- 1944年6月15日：廃止[2]。
- 1956年9月19日：再開業。
- 2008年1月1日：廃止[3]。

## 隣の駅
慶全線
梨陽駅 - 笠橋駅 - 石亭里駅